# 阿斯特拉火箭发射清单
阿斯特拉公司研制运载火箭与及为商业和军事客户提供卫星发射入轨服务，其研制的首枚可用于轨道发射任务的运载火箭被称为 "Rocket 3"。。
阿斯特拉最早的两枚火箭，即 Rocket 1.0 和 Rocket 2.0 是没有有效载荷的亚轨道发射测试。尽管据公开报道显示这两枚火箭的发射都失败了，  但阿斯特拉仍称他们的发射是成功的。阿斯特拉在他们的第二次 Rocket 3 火箭发射中首次到达了太空（卡门线）（如果算上之前在发射台上被火烧毁的火箭，则是第三次），但由于燃料和氧化剂混合比例错误，末级没有进入轨道。该公司的结论是，这次发射达到了他们的任务目标，并且他们将会在下一次发射任务中把一个商业载荷发射至太空。 阿斯特拉在2021年8月28日用他们的第四枚 Rocket 3 运载火箭（即Rocket 3.3，LV0006）为美国太空军提供一次军事载荷发射任务，但由于其中一个引擎在升空1秒后发生故障而未能进入太空，火箭最终达到了31英里（50公里）的高度。 
2021年11月20日06:16:00，阿斯特拉太空第一次完成了一次成功的入轨发射任务。这次发射任务是由 Rocket 3.3 (LV0007) 火箭携带着美国国防部示范载荷从位里阿拉斯加科迪亚克岛的太平洋太空港综合体发射升空，此前在2021年和2020年期间有过几次不成功的发射。完成这次发射壮举之后，该公司的股票飙升了42%之多。 
1. ↑  Foust, Jeff. . SpaceNews. 2018-07-27  [2020-03-23].
2. ↑  Foust, Jeff. . SpaceNews. 2018-12-06  [2020-03-23]. （原始内容存档于2020-02-06）.
3. ↑  . Space Explored. 2020-12-16  [2021-08-26]. （原始内容存档于2022-11-22） （美国英语）.
4. ↑  . CNBC. 2021-08-28  [2021-08-29]. （原始内容存档于2021-08-29）.
5. ↑  . CNBC. 22 November 2021  [2022-11-22]. （原始内容存档于2022-10-02）.